# Grafing bij München
Grafing bij München, Duits: Grafing bei München, is een gemeente in de Duitse deelstaat Beieren, en maakt deel uit van het Landkreis Ebersberg.
Grafing bei München telt 13.805 inwoners. In vroeger tijden werd de plaats aangeduid als Markt Grafing.

## Indeling van de gemeente

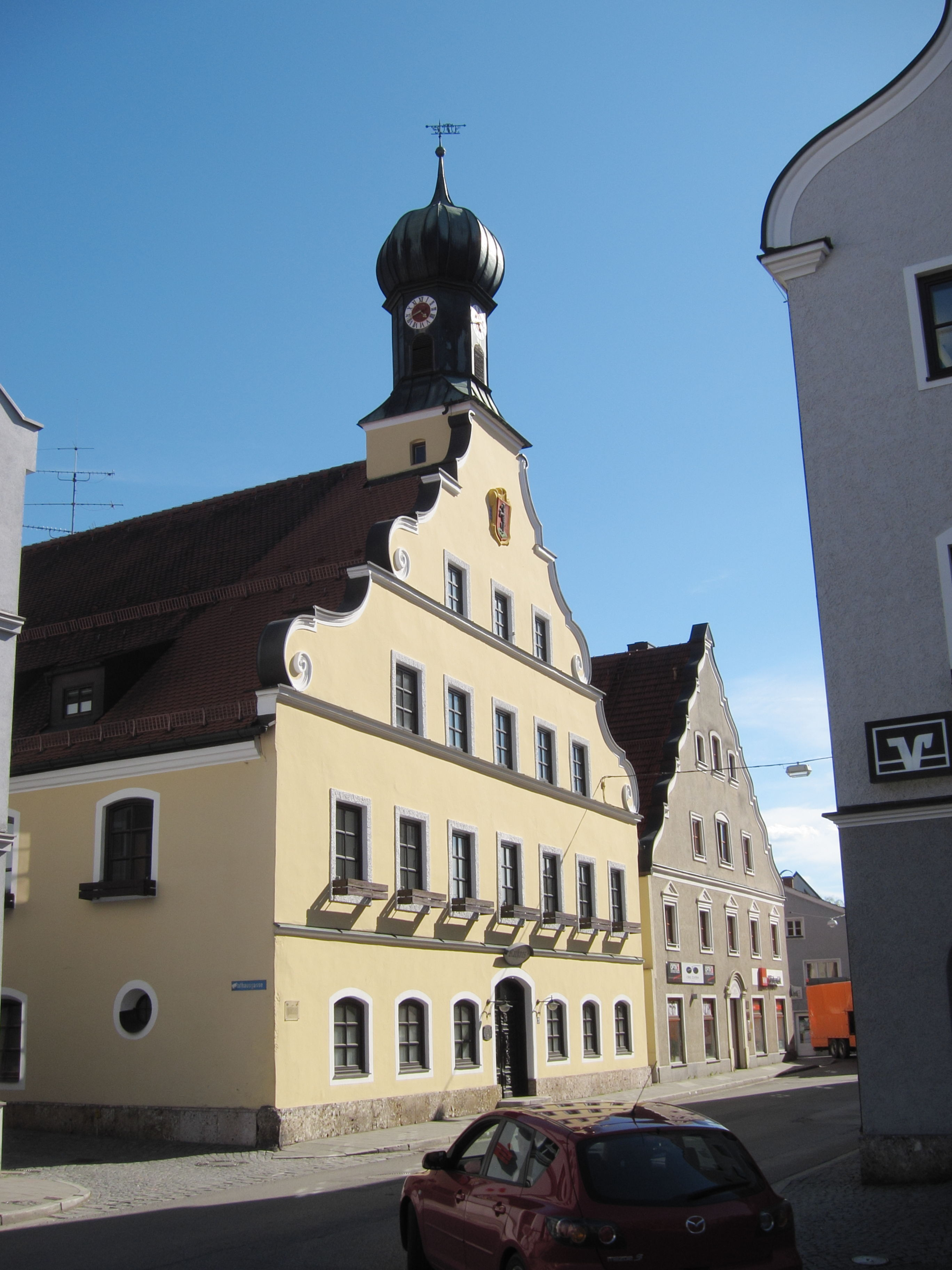
Stadhuis van Grafing

Grafing b. München bestaat officieel uit 27 Gemeindeteile:
- de hoofdplaats Grafing b.München
- het parochiedorp Straußdorf, 3 km ten zuidoosten van het stadje
- het kerkdorp Oberelkofen
- de 12 dorpen zonder eigen kerkgebouw Dichau, Eisendorf, Gasteig, Gindlkofen, Grafing-Bahnhof, Haidling, Hesselfurt, Nettelkofen, Neudichau, Schammach[2], Unterelkofen en Wiesham
- de 7 gehuchten (Weiler) Aiterndorf, Bachhäusl, Bergfeld, Filzhof, Katzenreuth, Siedlung Engerloh en Voglherd
- de 5 Einöden[3] Baumgartenmühle, Henneleiten, Loch, Pierstling en Schauerach

Een andere indeling is die in zgn. Gemarkungen, deels tot plm. 1978 zelfstandige gemeentes. Vermeldenswaard zijn:
- Gemarkung Elkofen, bestaande uit: Oberelkofen, Unterelkofen, Eisendorf, Bachhäusl en Henneleiten.
- Gemarkung Oexing of Öxing, sedert 1933 een wijk van Grafing zelf.
- Gemarkung Straußdorf, bestaande uit Straußdorf zelf, Dichau, de gehuchten Aiterndorf, Bergfeld, Filzhof, Katzenreuth en Voglherd, en de Einöden Baumgartenmühle, Loch en Schauerach.

## Geografie, infrastructuur

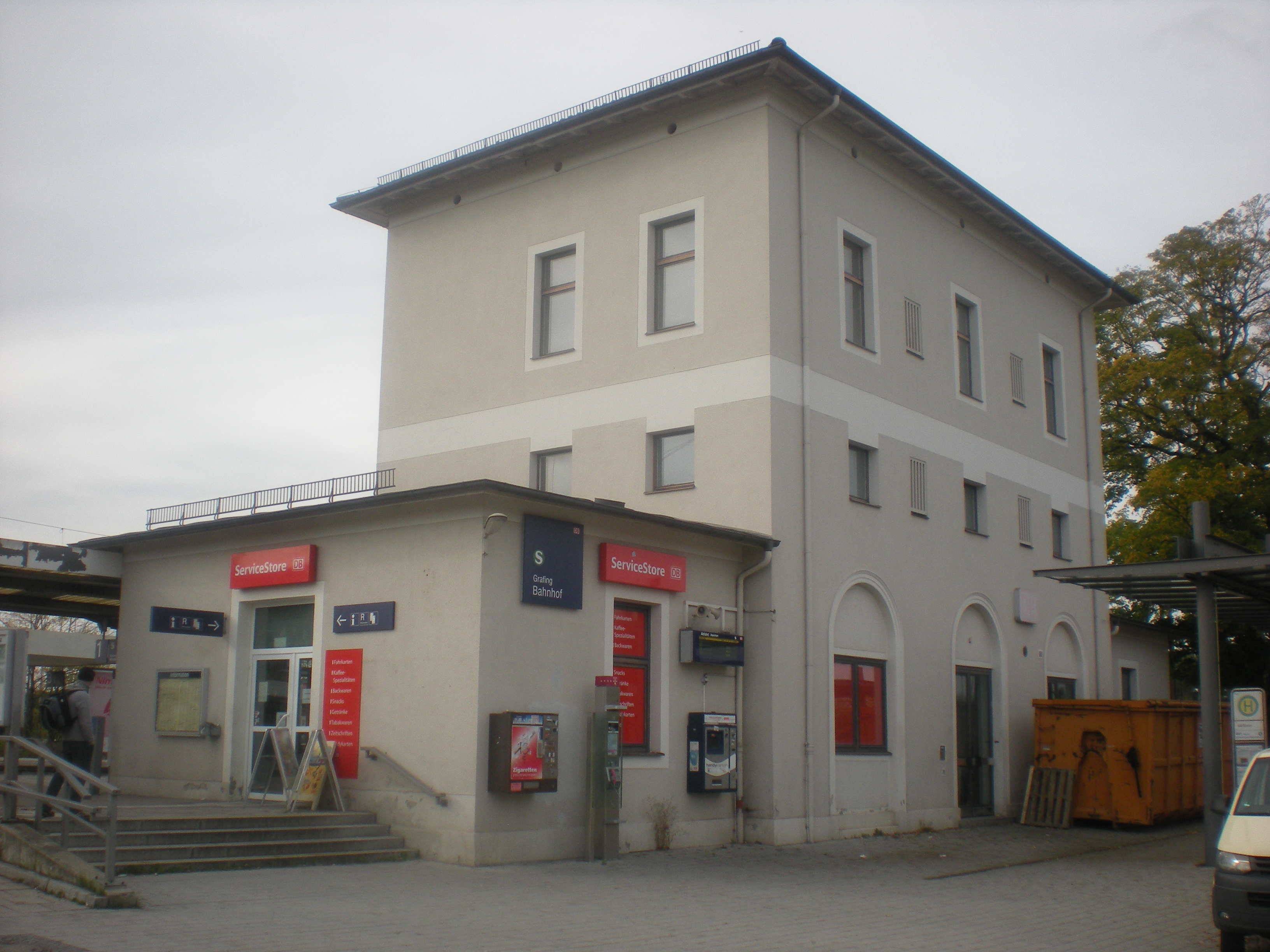
Stationsgebouw Grafing-Bahnhof
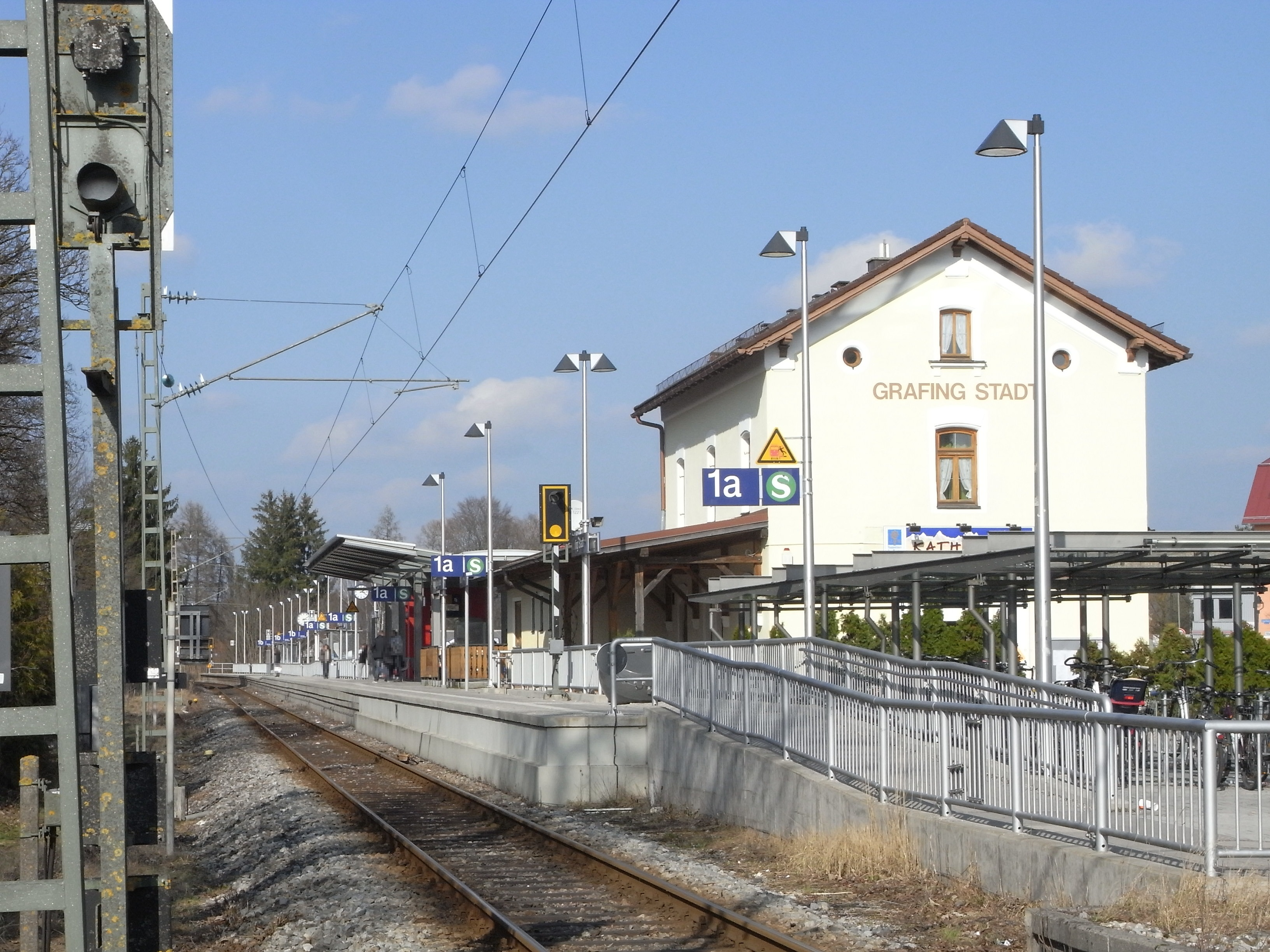
Spoorweghalte Grafing Stadt
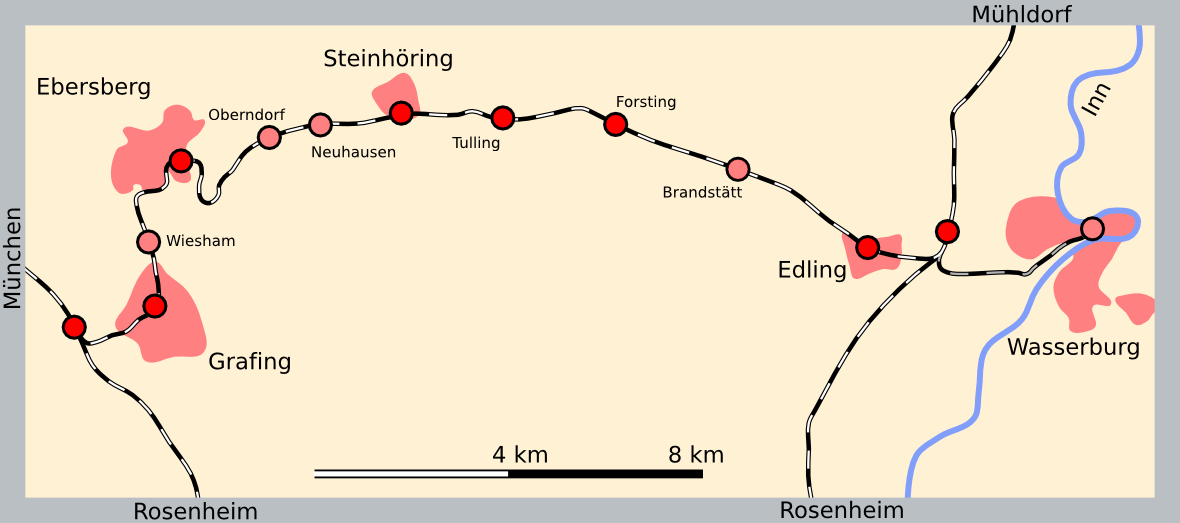
Trajectkaart spoorlijn Grafing-Wasserburg am Inn

Grafing heeft sinds 1871 een spoorwegstation Grafing-Bahnhof, in de gelijknamige buurtschap, 2 km ten westen van het centrum. Dit ligt aan de spoorlijn München - Rosenheim, en is ook begin- en eindpunt van een lokaalspoorlijn via Steinhöring naar Wasserburg am Inn. Ook de lijnen S4/S6 van de S-Bahn van München stoppen in Grafing-Bahnhof. Twee kilometer verderop richting Wasserburg staat sinds 1899, in het centrum, nog een station Grafing Stadt, met daar dichtbij een bushalte, waar veel streekbussen stoppen.
De hoofdweg in de gemeente is de Bundesstraße 304 München - Wasserburg am Inn. De dichtstbij gelegen autobahn is de A99, rondom München, afslag 18 Haar, 18 km ten noordwesten van Grafing.

## Economie
Grafing bezit enige bedrijventerreinen, waar vooral midden- en kleinbedrijf van regionale en plaatselijke betekenis is gevestigd. Daarnaast zetelt er een handelsbedrijf in bouwmaterialen van bovenregionaal belang.

## Geschiedenis
Tussen 2200 - 1300 v.C. bestond in de omgeving van Grafing een nederzetting uit de Vroege Bronstijd. Uit de IJzertijd is bekend, dat Kelten er een rechthoekig verdedigingswerk hadden. Uit de 6e tot de 9e eeuw dateren grafvondsten van de Bajuwaren.
In 813 wordt het dorp Öxing, rond 1040 Grafing zelf voor het eerst in een document vermeld. Plaatselijke heren, onder wie hertogen van Beieren bezaten in het dorp in de 13e eeuw twee belangrijke watermolens. In 1376 verwierf Grafing het marktrecht. Het behoorde tot het Hertogdom Beieren (1505-1623) en vanaf de Dertigjarige Oorlog tot het Keurvorstendom Beieren. Tijdens die oorlog werd Grafing nog een keer door Zweedse soldaten verwoest (1632). Waarom Grafing in het gemeentewapen een beer voert, is niet bekend, maar dit is zeker al sinds 1430 het geval. Een sage luidt, dat de mannen uit Grafing, die in de Slag bij Mühldorf (1322) meevochten, dapper als beren waren geweest, en dat keizer Lodewijk hun uit dank, naast 3 jaar lang vrijdom van belastingen, het recht op een wapen met een beer daarin zou hebben gegeven.
In 1766 werd het dorp door een grote brand zwaar beschadigd. In 1870 kreeg het aansluiting op het spoorwegnet.
Eind april 1945, aan het eind van de Tweede Wereldoorlog, werd het station en de omgeving ervan zwaar beschadigd door geallieerde luchtbombardementen. Op 1 mei veroverden Amerikaanse troepen Grafing. Op 16 juli 1945 gebeurde op de spoorlijn tussen Aßling en Elkofen, gemeente Grafing bij München, een ernstig spoorwegongeluk. Op de na de oorlog nog maar provisorisch in bedrijf zijnde spoorlijn reed een personentrein met houten wagons richting München Hauptbahnhof. Plotseling ging de locomotief kapot en de trein, met daarin 1.200 Duitse krijgsgevangenen, die door de United States Army nabij Hannover zouden worden vrijgelaten, bleef steken. Een goederentrein, beladen met Amerikaanse tanks, die mogelijkerwijze door een fout van de treindienstleider ten onrechte was doorgelaten, reed achterop de passagierstrein. Meer dan 100 van de krijgsgevangenen kwamen bij dit ongeluk om het leven. Bij het 3 km van de plaats van de ramp gelegen Oberelkofen, gemeente Grafing bij München, zijn 96 van de slachtoffers begraven op een Duits oorlogskerkhof. In 1962 werd daar een gedenkteken opgericht.
In 1953 verkreeg Grafing van de deelstaat Beieren het recht, zichzelf stad te noemen. Toen werd het ook omgedoopt in Grafing bei München.
In 1978 vond een gemeentelijke herindeling plaats. De voorheen zelfstandige gemeenten Elkofen, Nettelkofen en Straußdorf werden aan de gemeente Grafing bei München toegevoegd.

## Bezienswaardigheden, evenementen
In het stadje staat, niet ver van het stationnetje Grafing Stadt, in een groot huis het plaatselijke streekmuseum. Naast de in zo'n museum tentoongestelde voorwerpen inzake historie, oude ambachten e.d. is er een collectie schilderijen te zien van de in Grafing geboren kunstenaar  Max Josef Wagenbauer  (1775-1829), die vooral landschapsschilderijen maakte.
Het in 1768 na brand herbouwde raadhuis geldt als een der grootste bezienswaardigheden van het stadje.
In een bos vlak bij het dorp Unterelkofen, 2 km ten zuiden van het stadscentrum, staat reeds sinds de 11e eeuw kasteel Burg Elkofen, door lokale historici beschouwd als een van de best bewaarde kastelen van geheel Beieren. Het wordt bewoond door een adellijke familie. Het kan, afgezien van de op werkdagen vrij toegankelijke binnenplaats, niet van binnen bezocht worden. Wel worden rondleidingen georganiseerd, maar alleen voor leerlingen en leraren van de plaatselijke scholen. Het kasteel heeft een opvallende, witte, vierkante bergfried, waarvan de muren 2½ meter dik zijn. In de 16e-eeuwse slotkapel kan men, na voorafgaande afspraak, in het huwelijk treden.
Jaarlijks op of rond 6 november vindt, reeds sinds 1708, ter ere van Sint Leonardus een optocht (Leonhardifahrt) met fraai versierde paard-en-wagens plaats. Eigenlijk is dit een bedevaart, want St. Leonardus geldt als beschermheilige van het paard.
Diverse, doorgaans rooms-katholieke, kerkgebouwen in de gemeente zijn kunst- of architectuurhistorisch interessant, maar de meeste ervan zijn in de 19e of 20e eeuw meermalen ingrijpend gerenoveerd. Zie de afbeeldingen hieronder.

## Afbeeldingen

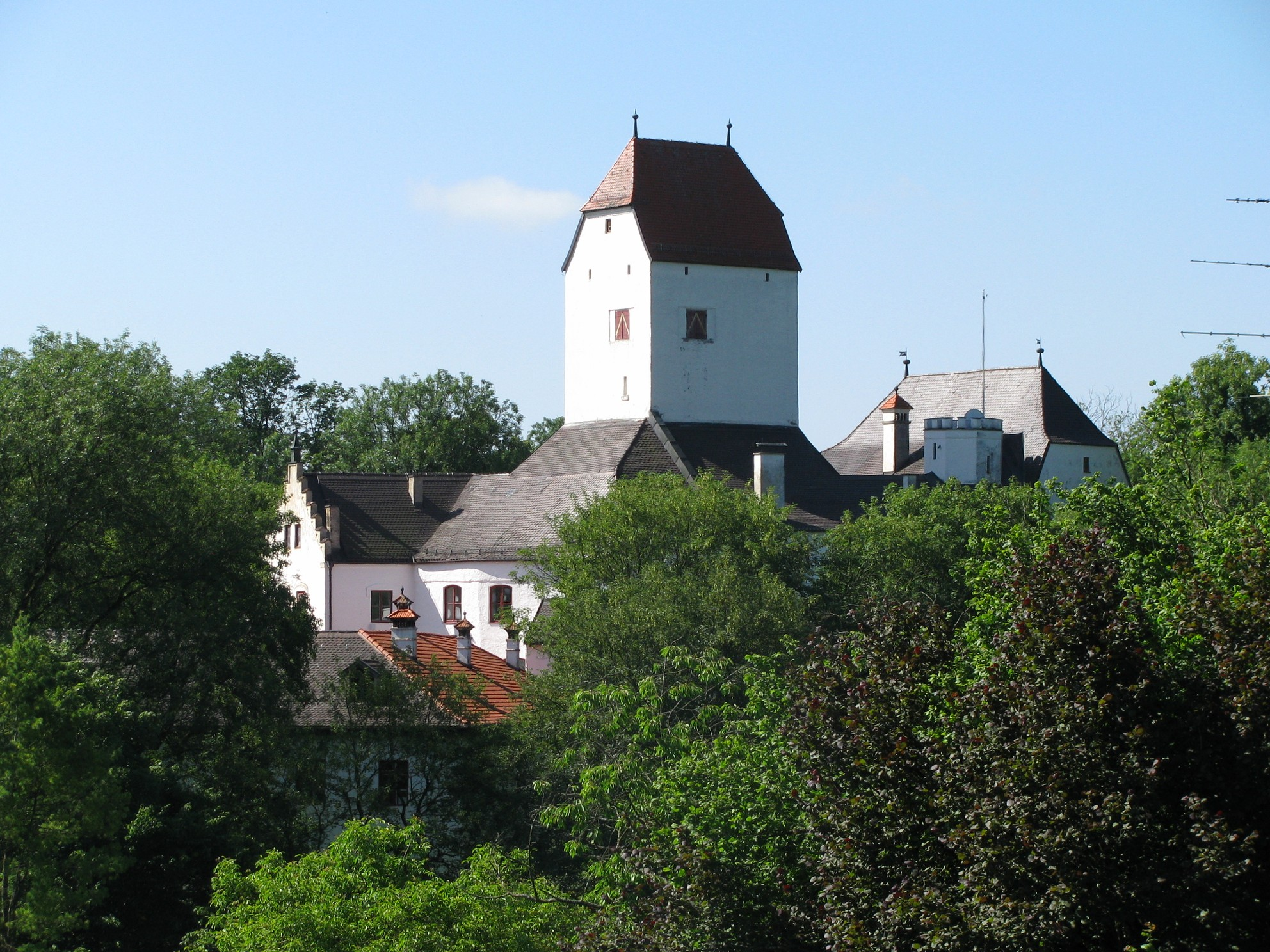
Kasteel Elkofen
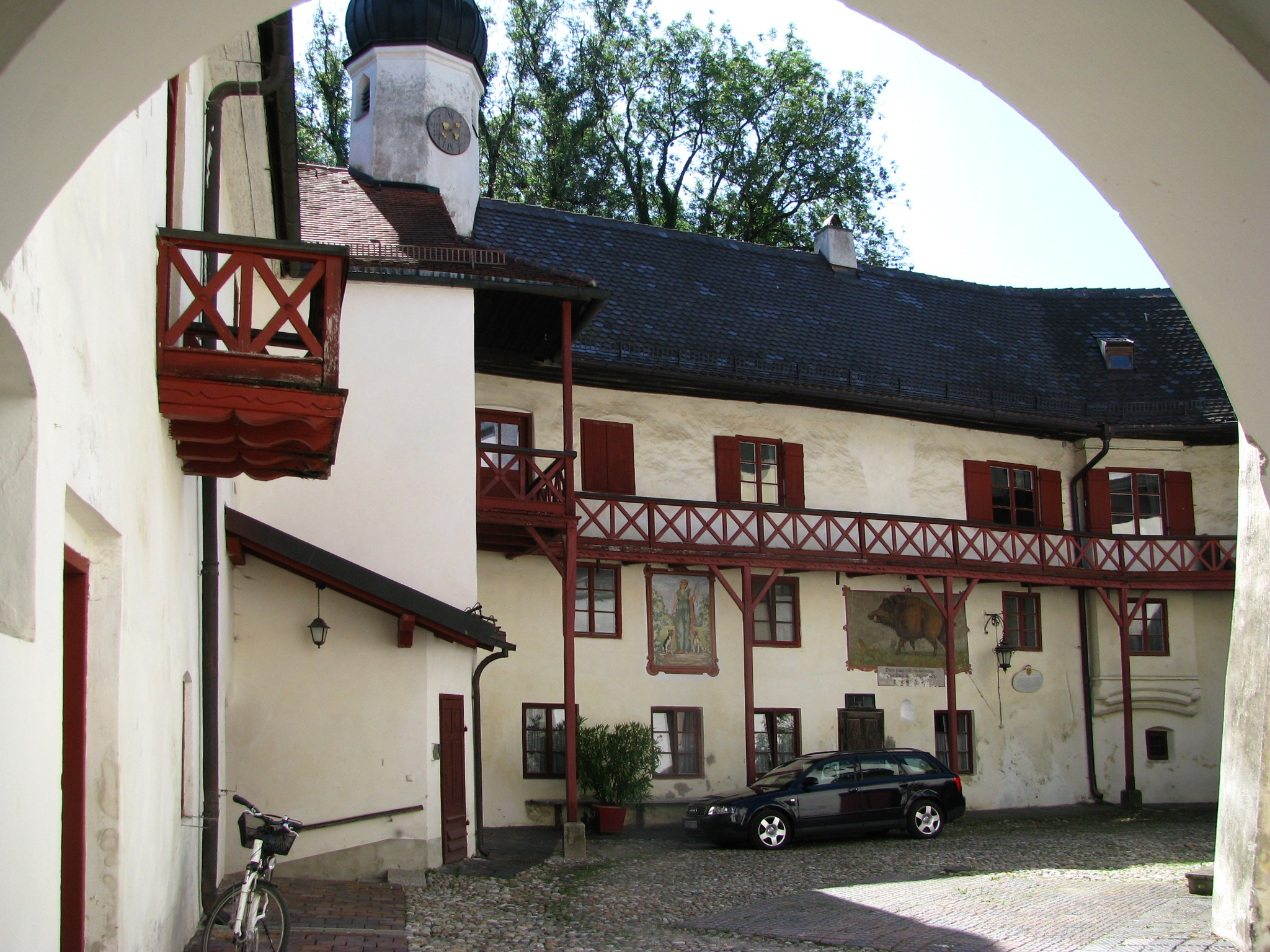
Binnenplaats van dit kasteel
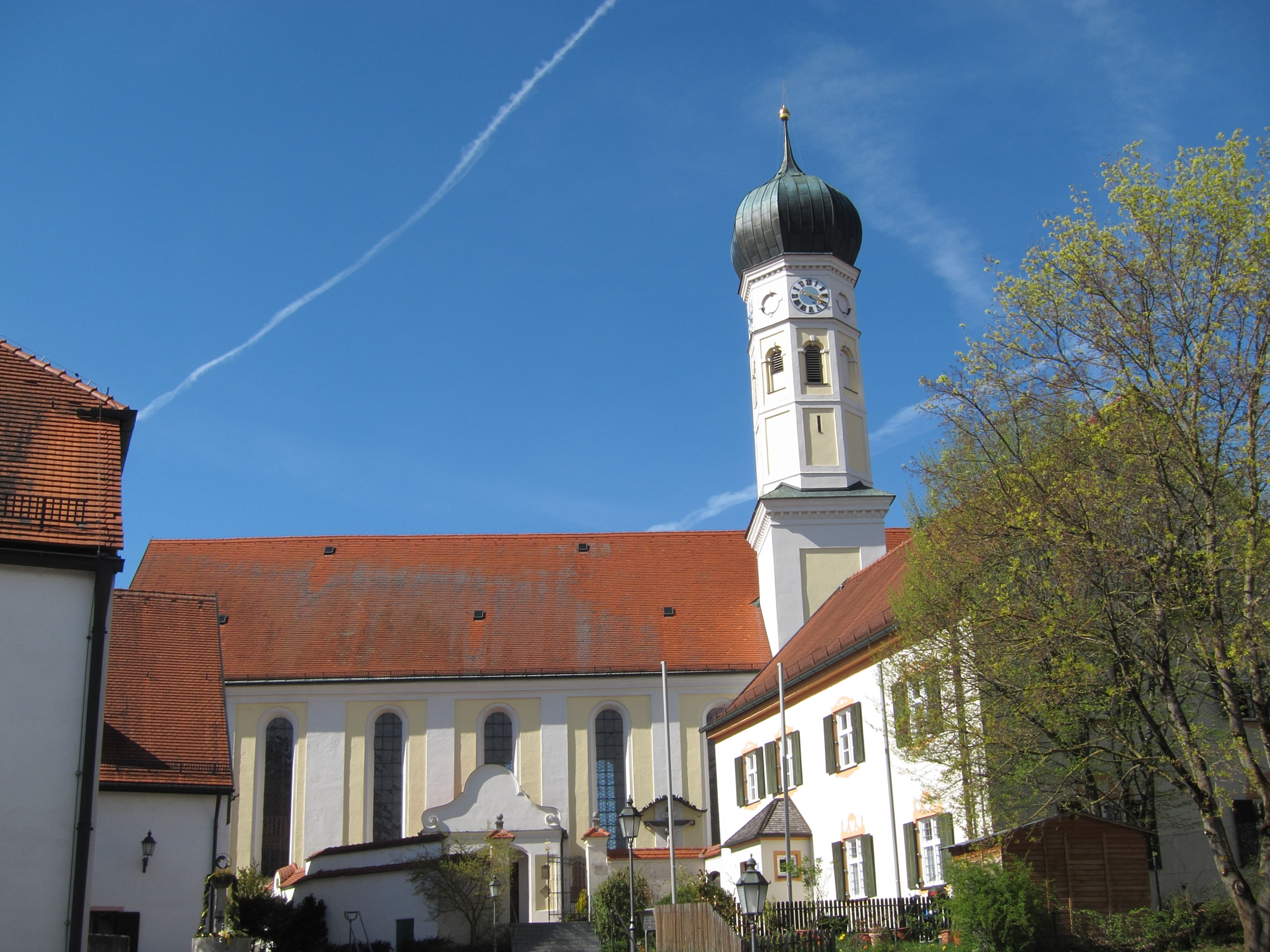
Grafing (wijk Öxing), St. Egidiuskerk (na brand in 1690 herbouwd)
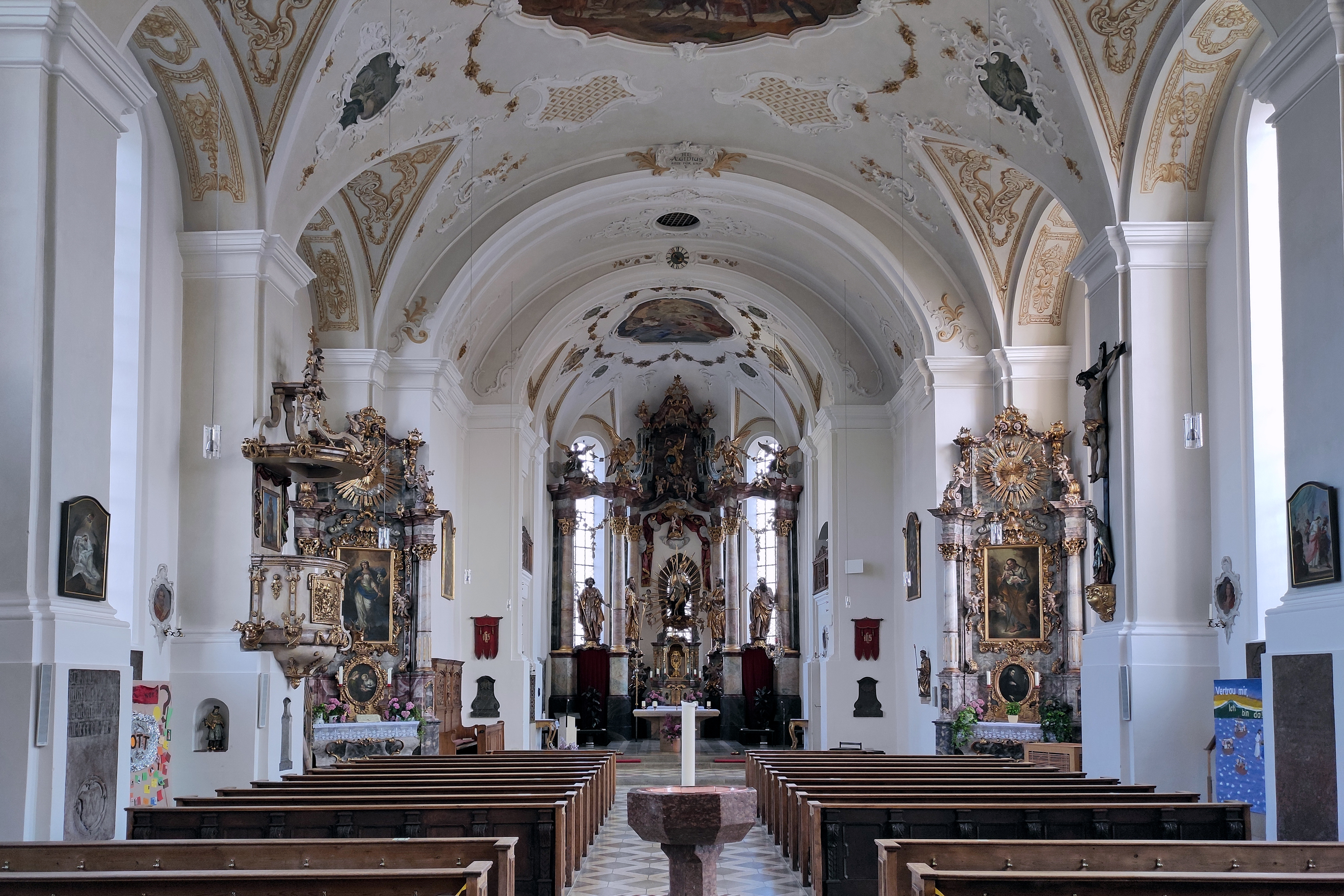
Grafing, St. Egidiuskerk, barok interieur
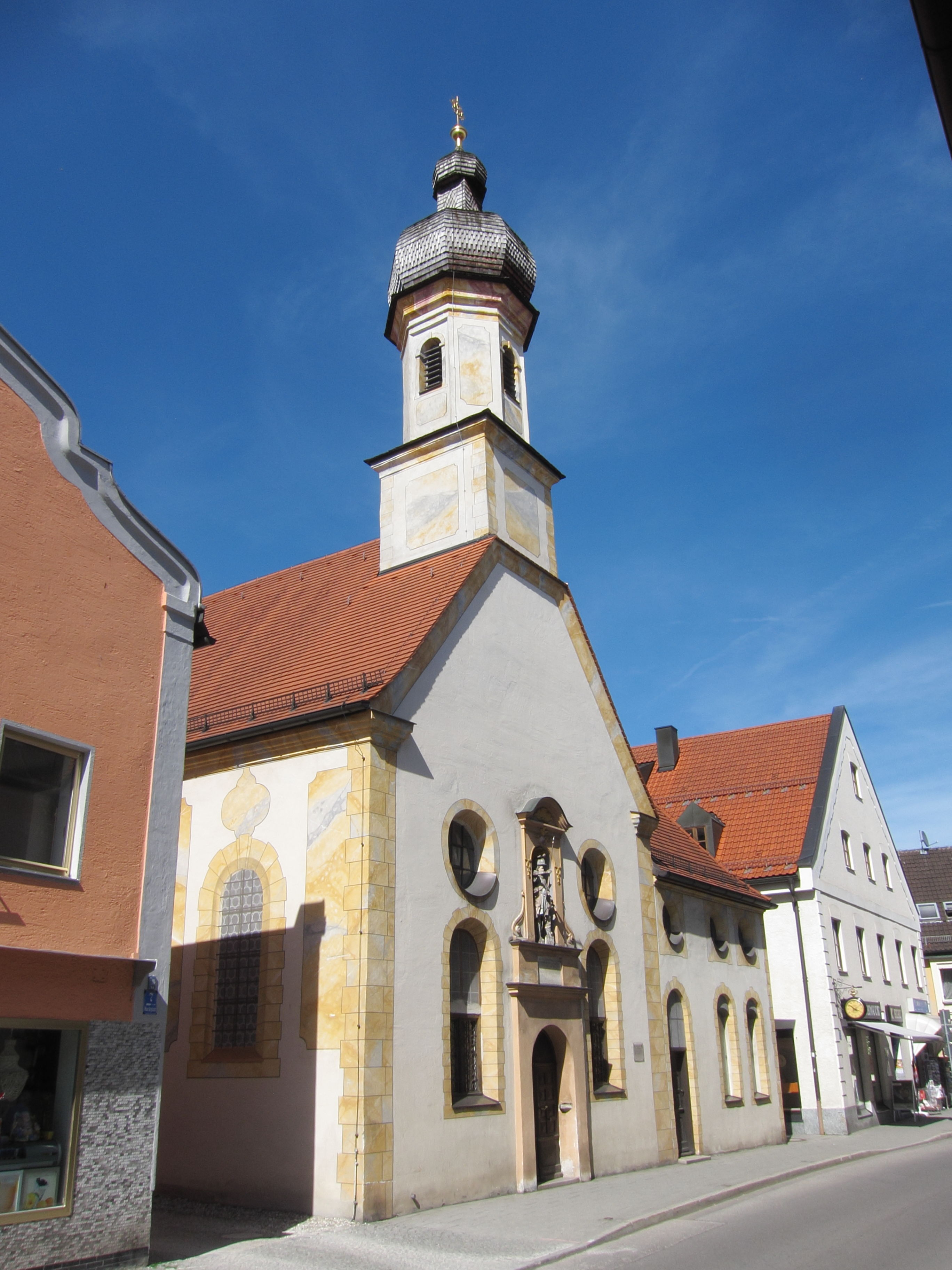
Markt- of H. Drievuldigheidskerk, Grafing (1672)
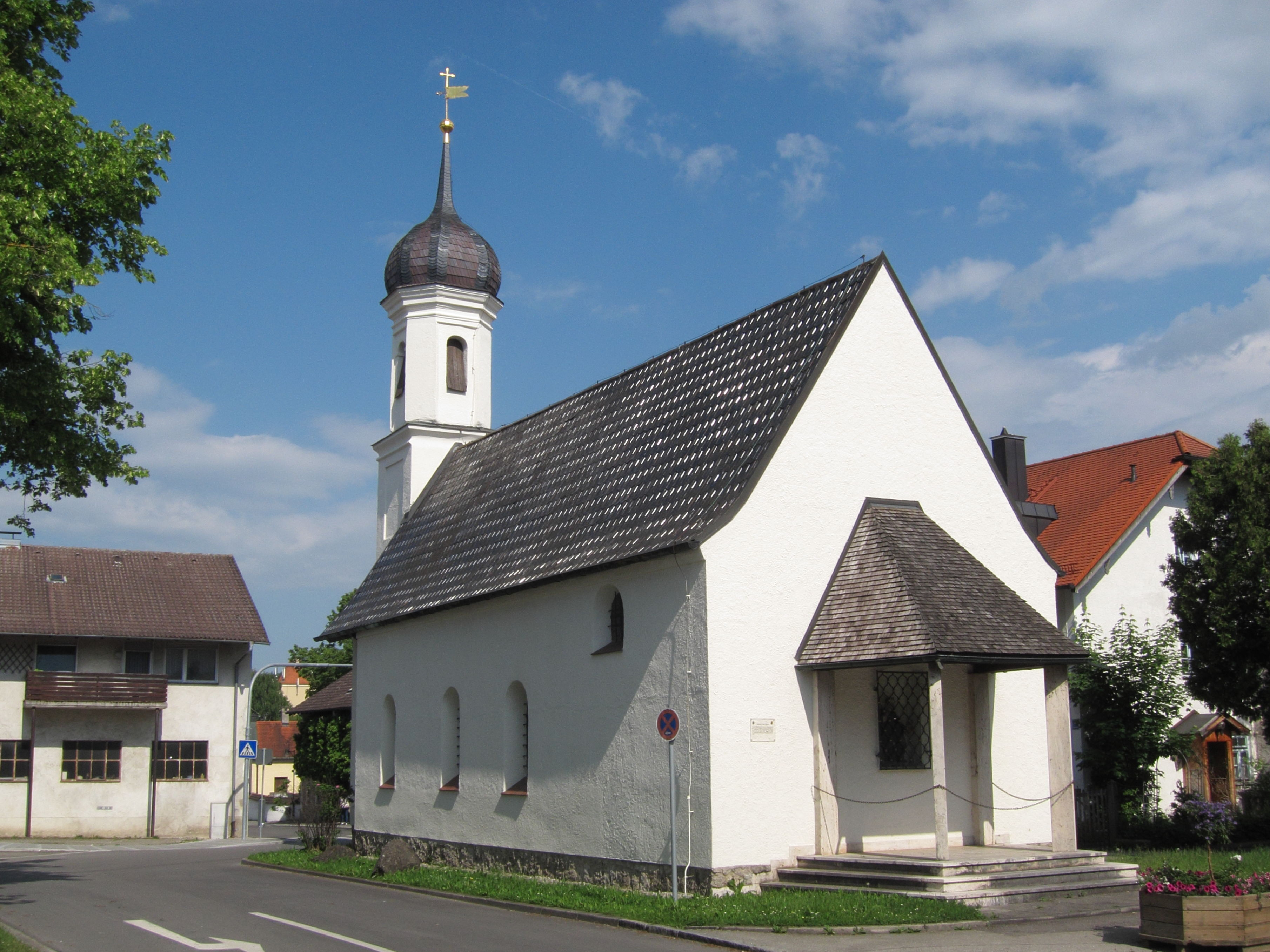
Leonhard-bedevaartkerkje, Grafing (17e eeuw)
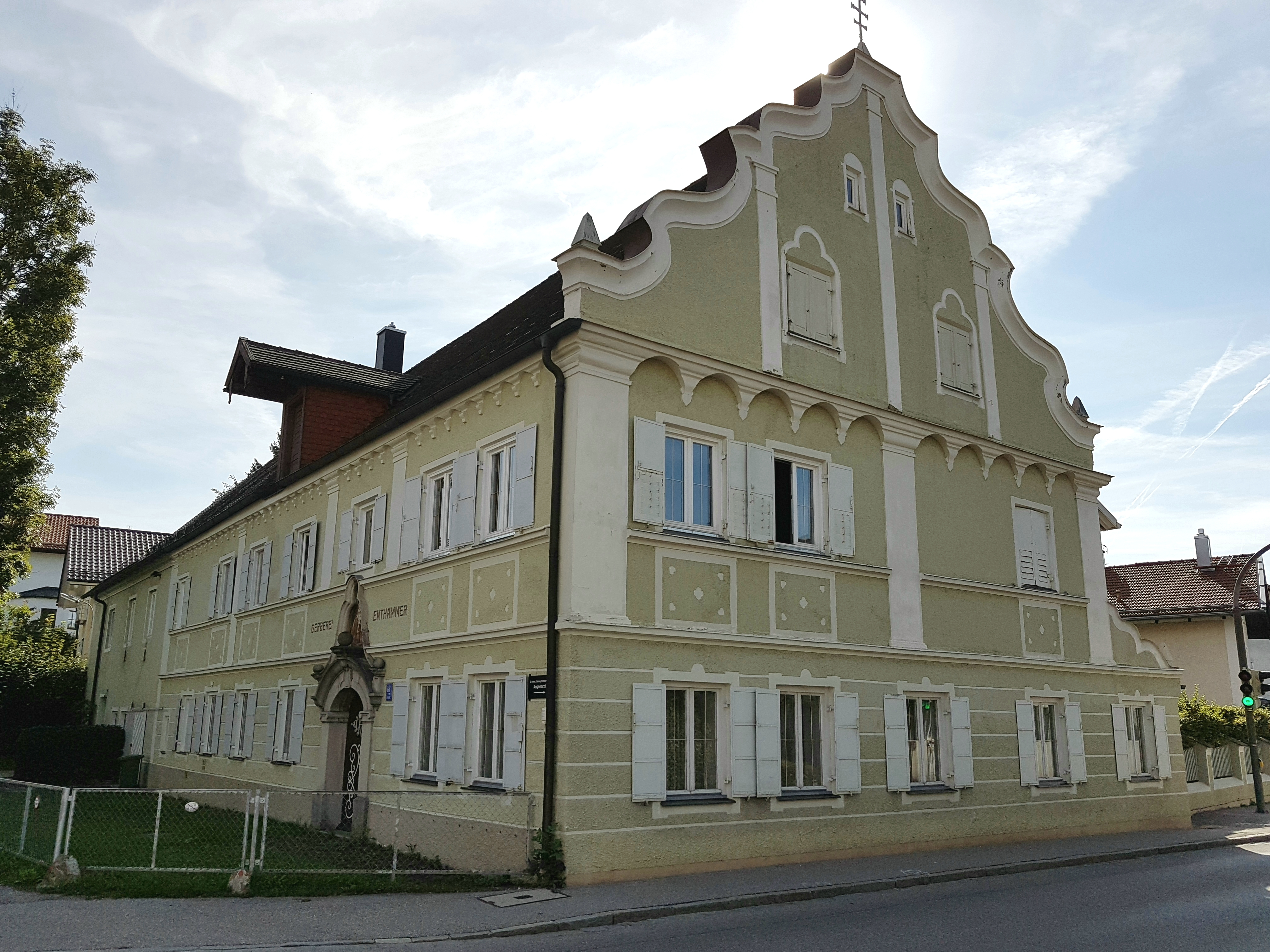
Voormalige leerlooierij, Griesstraße, Grafing (bouwjaren 1766-1900)
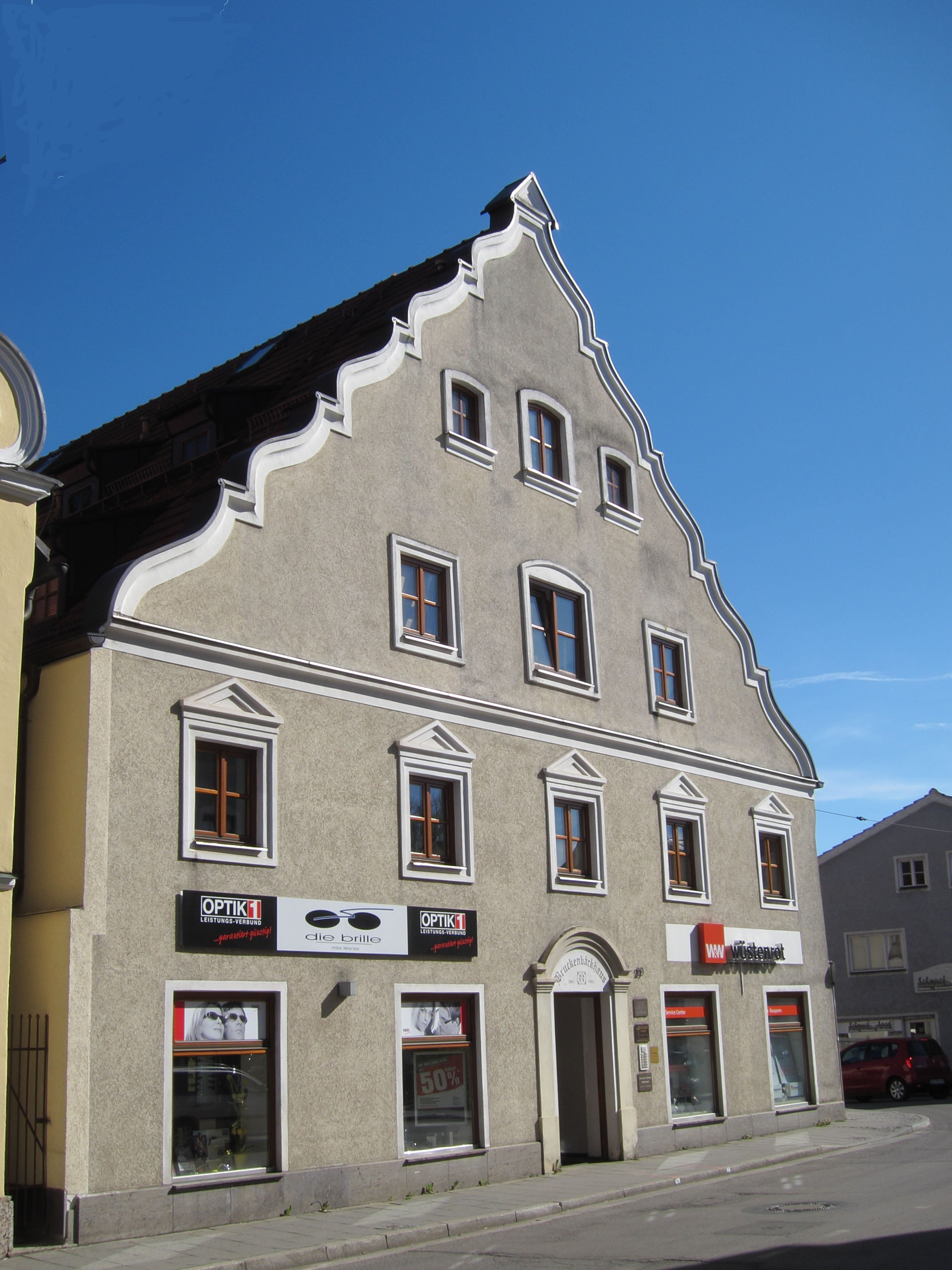
Pand aan het marktplein te Grafing
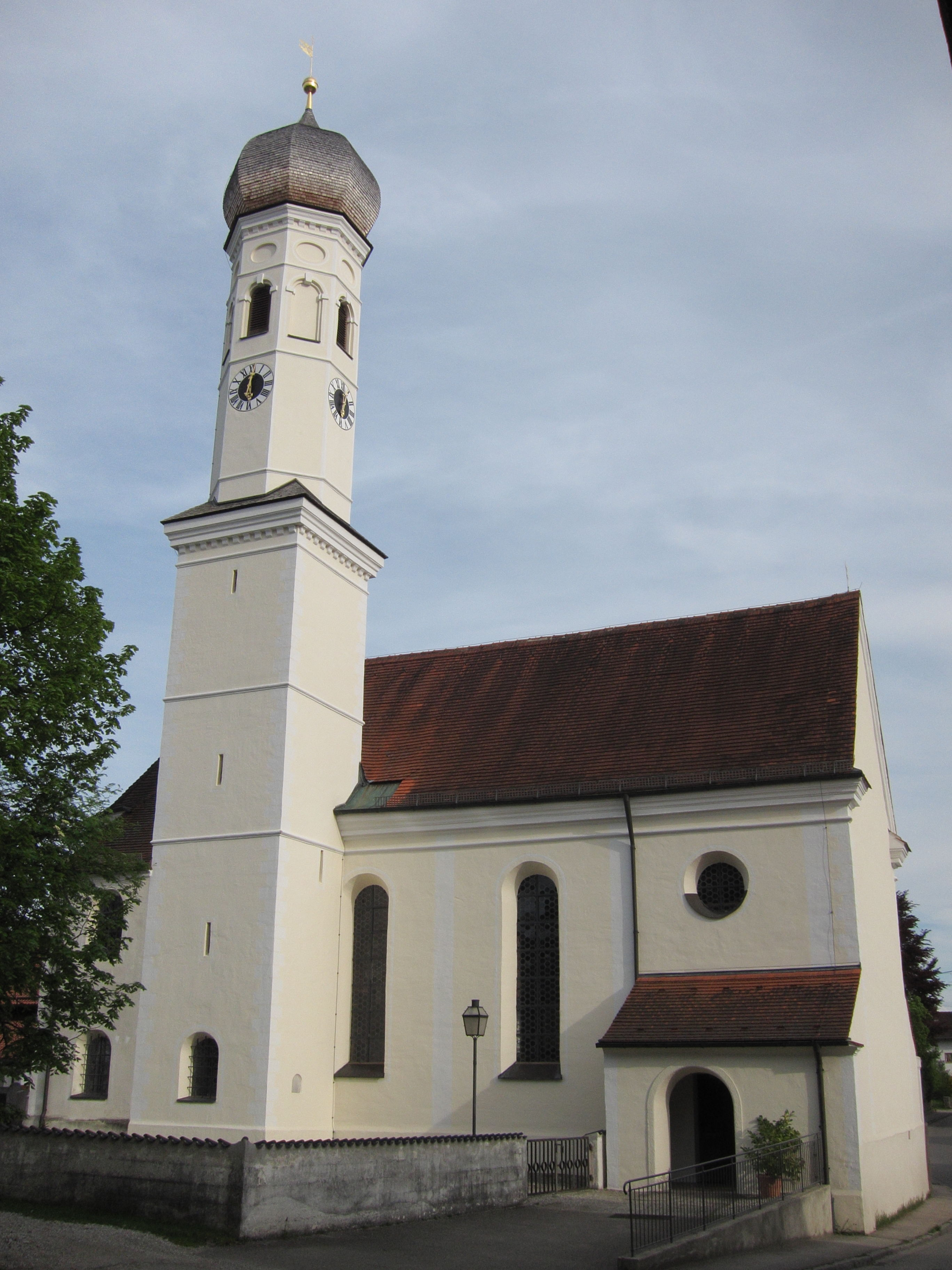
Straußdorf, Johannes-de-Doperkerk (1698)
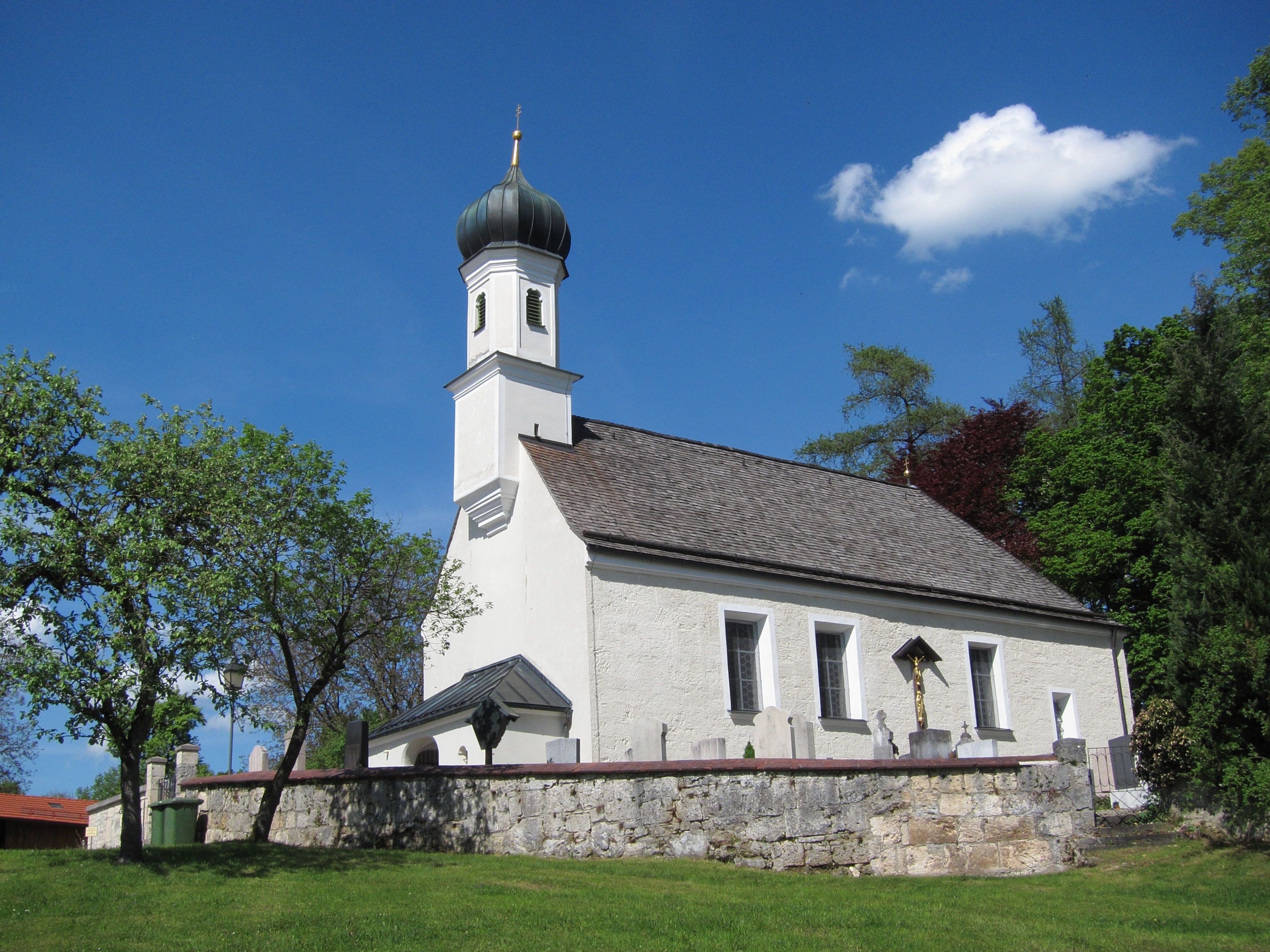
Oberelkofen, St. Maartenskerk (1e helft 18e eeuw; fragmenten van een ouder kerkje uit de 13e en 14e eeuw zijn nog aanwezig)
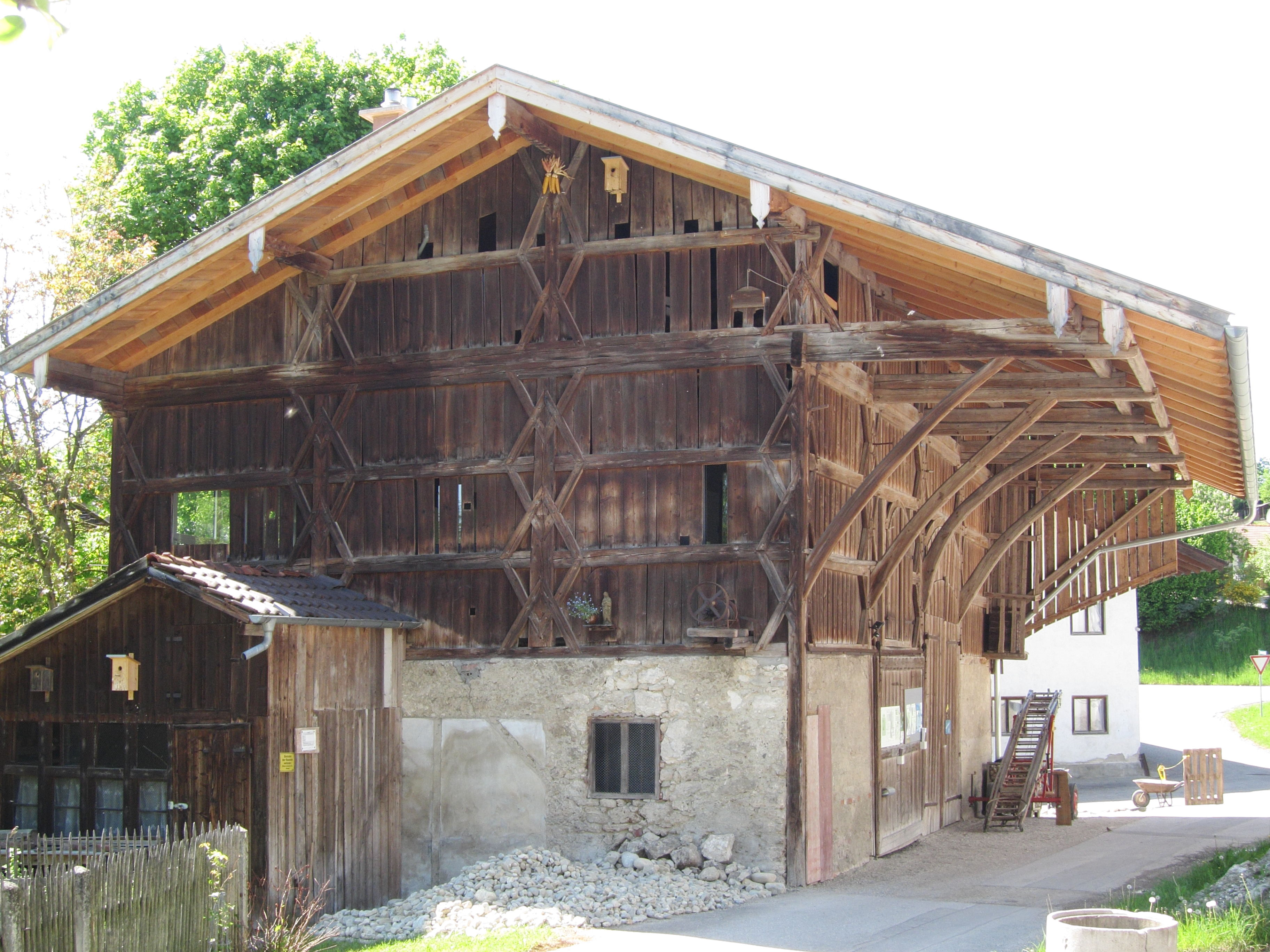
Traditioneel boerenhuis, Oberelkofen (1863)
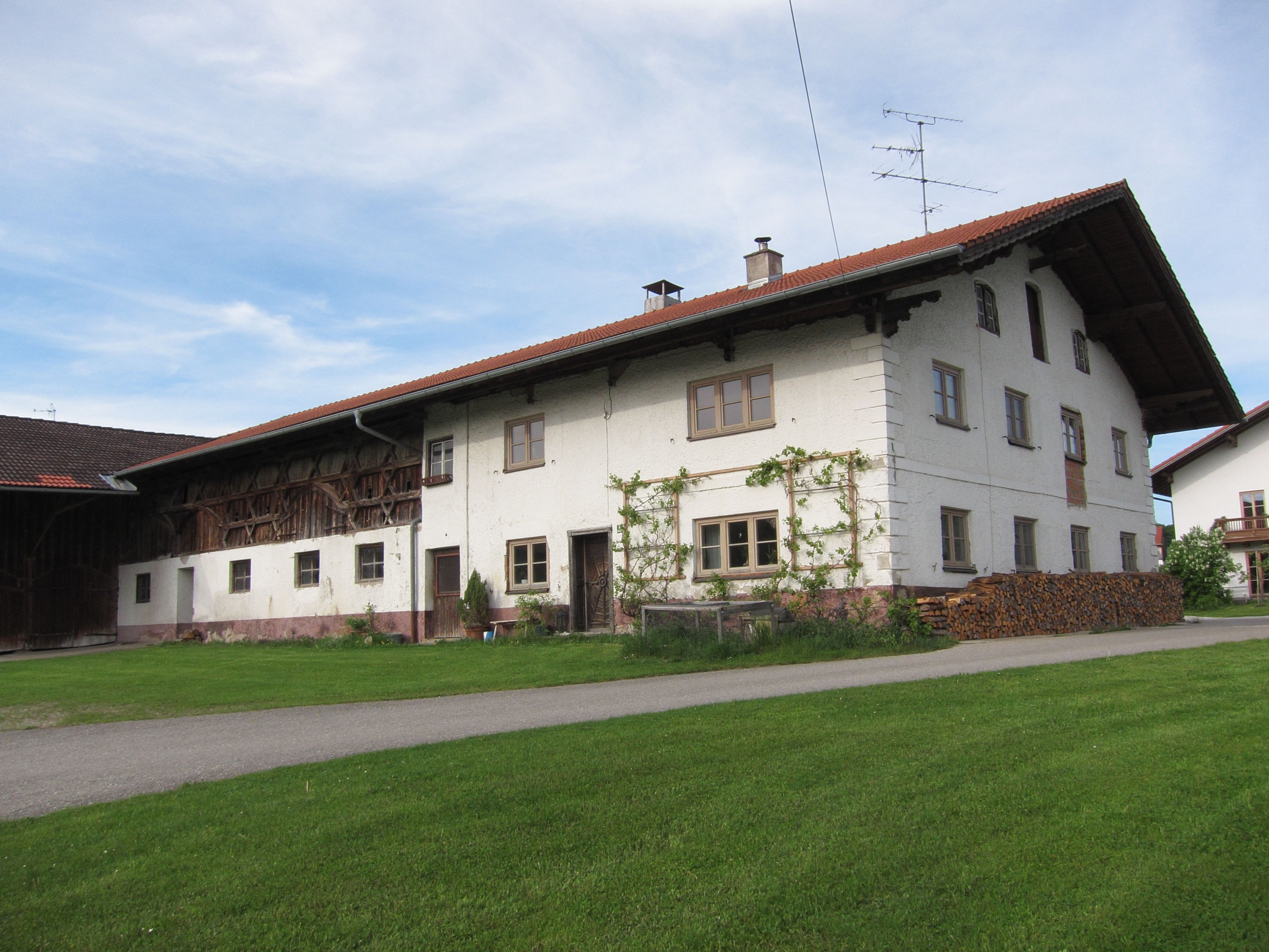
Voor de streek typische grote boerderij, Straußdorf
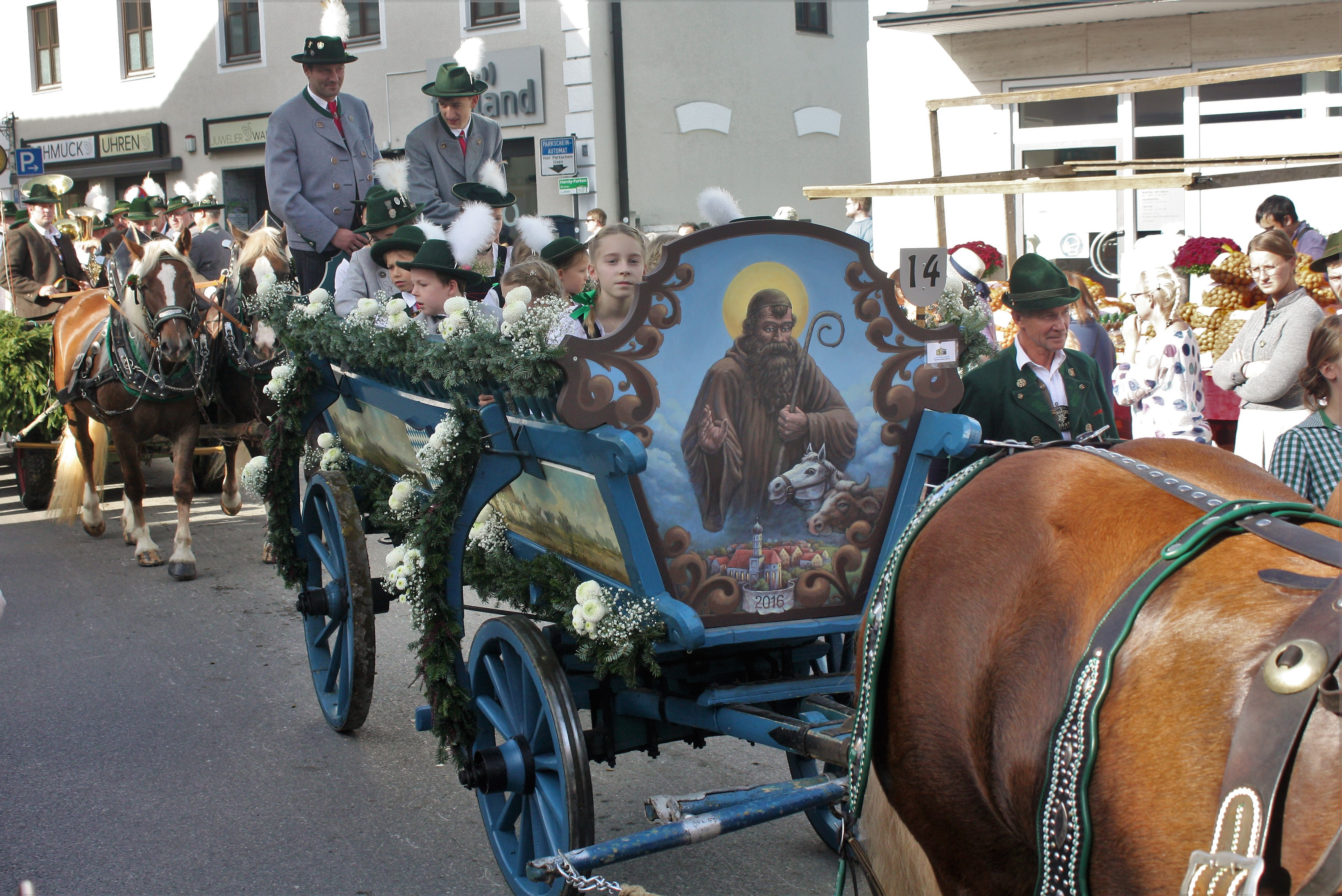
Leonhardifahrt te Grafing (2022)

## Partnergemeentes
Grafing onderhoudt sinds 1993 een jumelage met Saint-Marcellin (Isère), nabij Grenoble, Frankrijk.